# Йенсен, Сив
Сив Йенсен  (норв. Siv Jensen, род. 1 июня 1969) — норвежский политик. Лидер Партии прогресса с 2006 по 2021 год. Сив Йенсен была кандидатом в премьер-министры от Партии прогресса на парламентских выборах, которые состоялись 14 сентября 2009 года и 9 сентября 2013 года. С 16 октября 2013 года по 24 января 2020 года министр финансов Норвегии.
В 1992 году окончила Норвежскую школу экономики.